# Abeløya
Abeløya – wyspa w archipelagu Svalbard na Morzu Barentsa, wchodząca w skład Ziemi Króla Karola. Powierzchnia wyspy wynosi 13,2 km². Wyspa jest niezamieszkana. Została nazwana na cześć matematyka Nielsa Henrika Abela.